# Derolus femorellus
Derolus femorellus là một loài bọ cánh cứng trong họ Cerambycidae.